# Il mondo dei miracoli
Il mondo dei miracoli è un film del 1959 diretto da Luigi Capuano.

## Trama
Marco recita per una compagnia teatrale itinerante che gira per le piccole città di provincia ed è innamorato di Laura, figlia del vecchio capocomico. In seguito a una discussione con quest'ultimo, Marco decide di lasciare la compagnia per cercare maggior fortuna a Roma nel mondo del cinema.
Le delusioni sono numerose fino a quando, sul punto di rinunciare al suo sogno, Marco incontra Sara, agente di produzione che lo presenta a un produttore cinematografico, e ottiene una parte a fianco di una diva americana che si innamora di lui.
Intanto Laura si commuove per una lettera ricca d'affetto che Marco le ha spedito e, dopo aver anche lei litigato con suo padre, lo raggiunge a Roma, dove lui ha affittato una camera da Franca, una brava donna che cerca di ben consigliarlo e che si sente felice di accogliere in casa propria anche Laura. Per quanto Marco cerchi di destreggiarsi, Laura scopre presto la presenza dell'attrice snob che ricerca la compagnia di Marco e spesso gli telefona per invitarlo nella sua camera d'albergo.
Addolorata e delusa, Laura torna allora dal padre che, per via delle troppe emozioni, muore durante una recita sul palco del teatro. Nel frattempo Marco capisce sempre più che non vuole rinunciare all'amore di Laura e lascia Roma per raggiungere la vecchia compagnia.